# الصكرة
الصكرة هي قرية عراقية في ناحية الريحانة في جنوب قضاء عانة في محافظة الأنبار غرب العراق، المسافة 30 كيلومتراً بينها وبين مركز قضاء عانة، حدودها نهر الفرات من الشمال وطريق بغداد دمشق من الجنوب ومدينة حديثة من الشرق ومركز ناحية الريحانة من الغرب، تكثر فيها مهنة الزراعة وتربية الحيوانات، طابعها عشائري، عدد سكانها التقديري 1992 نسمة وفيها 305 وحدات سكنية حتى سنة 2024.

## الخدمات
- مدرسة الخورنق للبنين، ومدرسة ثانوية اليرموك.
- مركز صحي فرعي واحد.
- جامع التقوى، مساحته 250 متراً، وهو الجامع الأساسي للقرية، وجامع الصديق وهو مهدّم منذ معارك تنظيم الدولة (داعش)، وجامع الغربية وهو في أطراف الصكرة.
- يعتمد السكان على محطة مدينة حديثة للكهرباء.
- للصكرة قسم بلدي فرعي تابع لبلدية عانة.